# David Alerte

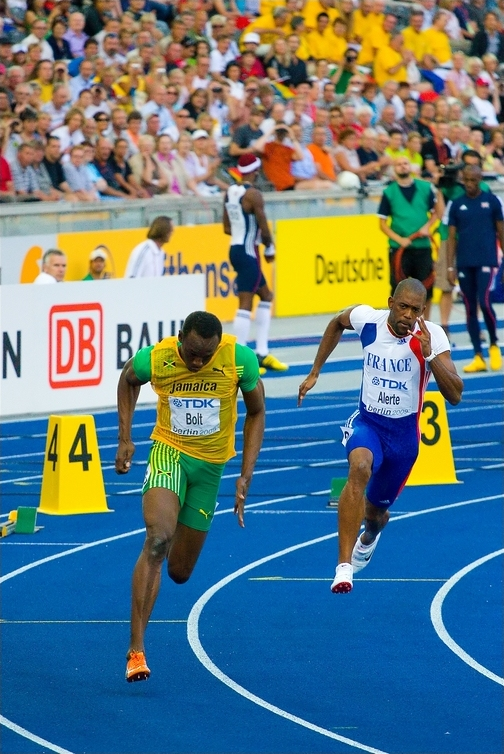
David Alerte (rechts) bei den Weltmeisterschaften 2009

David Alerte (* 18. September 1984 in La Trinité) ist ein französischer Sprinter.
Bei den Olympischen Spielen 2004 in Athen trat er in der 4-mal-100-Meter-Staffel an, schied jedoch mit der französischen Mannschaft im Vorlauf aus.
2005 gewann er bei den U23-Europameisterschaften in Erfurt gewann er die Titel über 200 Meter und in der 4-mal-100-Meter-Staffel. Bei den Weltmeisterschaften in Helsinki schied er über 200 Meter im Vorlauf aus. 2006 wurde er bei den Europameisterschaften in Göteborg Siebter über 200 Meter und holte in der 4-mal-100-Meter-Staffel gemeinsam mit Oudéré Kankarafou, Ronald Pognon und Fabrice Calligny die Bronzemedaille.
Bei den Weltmeisterschaften 2009 in Berlin und bei den Europameisterschaften 2010 in Barcelona wurde er über 200 Meter jeweils Achter.
2006 und 2007 wurde er nationaler Meister über 200 Meter.
David Alerte ist 1,92 m groß und wiegt 83 kg.

## Bestleistungen
- 100 m: 10,27 s, 14. Juli 2006, Dreux
- 200 m: 20,33 s, 5. August 2007, Niort
  - Halle: 20,99 s, 15. Februar 2004, Liévin
- 400 m: 46,64 s, 29. Mai 2004, St. George’s